# Oisy (Aisne)
Oisy ist eine französische Gemeinde mit 459 Einwohnern (Stand 1. Januar 2022) im Département Aisne in der Region Hauts-de-France (vor 2016 Picardie). Sie gehört zum Arrondissement Vervins, zum Kanton Guise und zum Kommunalverband Thiérache Sambre et Oise.

## Geographie
Die Gemeinde Oisy liegt am Nordrand der Thiérache an der Sambre und am Sambre-Oise-Kanal an der Grenze zum Département Nord, 36 Kilometer nordöstlich von Saint-Quentin. Nachbargemeinden von Oisy sind Mazinghien und Rejet-de-Beaulieu im Norden, Fesmy-le-Sart und Bergues-sur-Sambre im Nordosten, Boué im Osten, Étreux im Südosten und Süden sowie Wassigny im Südwesten.

## Bevölkerungsentwicklung
| Jahr                       | 1962 | 1968 | 1975 | 1982 | 1990 | 1999 | 2006 | 2013 | 2022 |
| Einwohner                  | 549  | 508  | 502  | 505  | 473  | 416  | 411  | 456  | 459  |
| Quellen: Cassini und INSEE |      |      |      |      |      |      |      |      |      |

## Sehenswürdigkeiten
- Kirche Saint-Nicolas
- Schloss Arrouaise, erbaut im 19. Jahrhundert

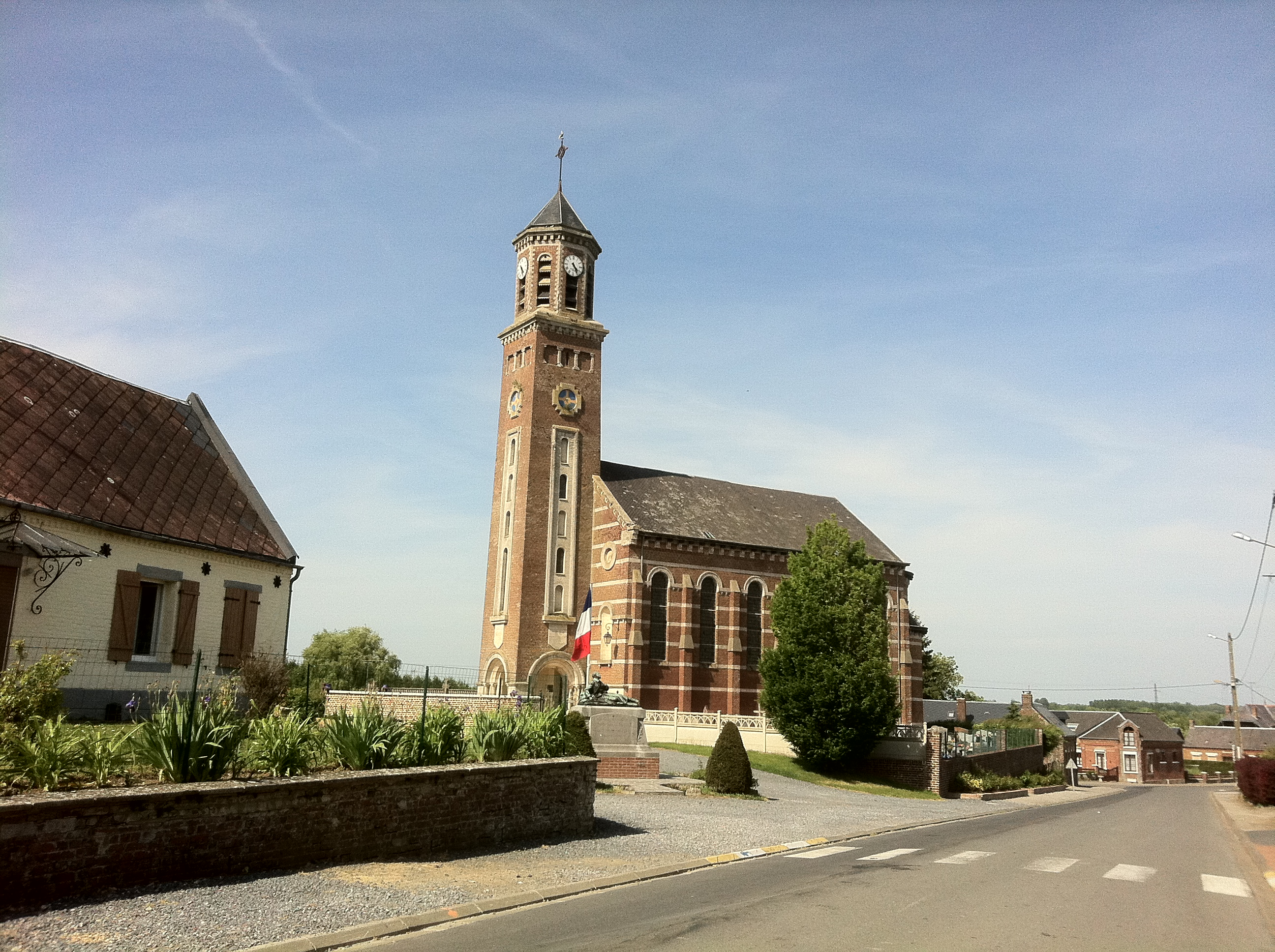
Kirche Saint-Nicolas
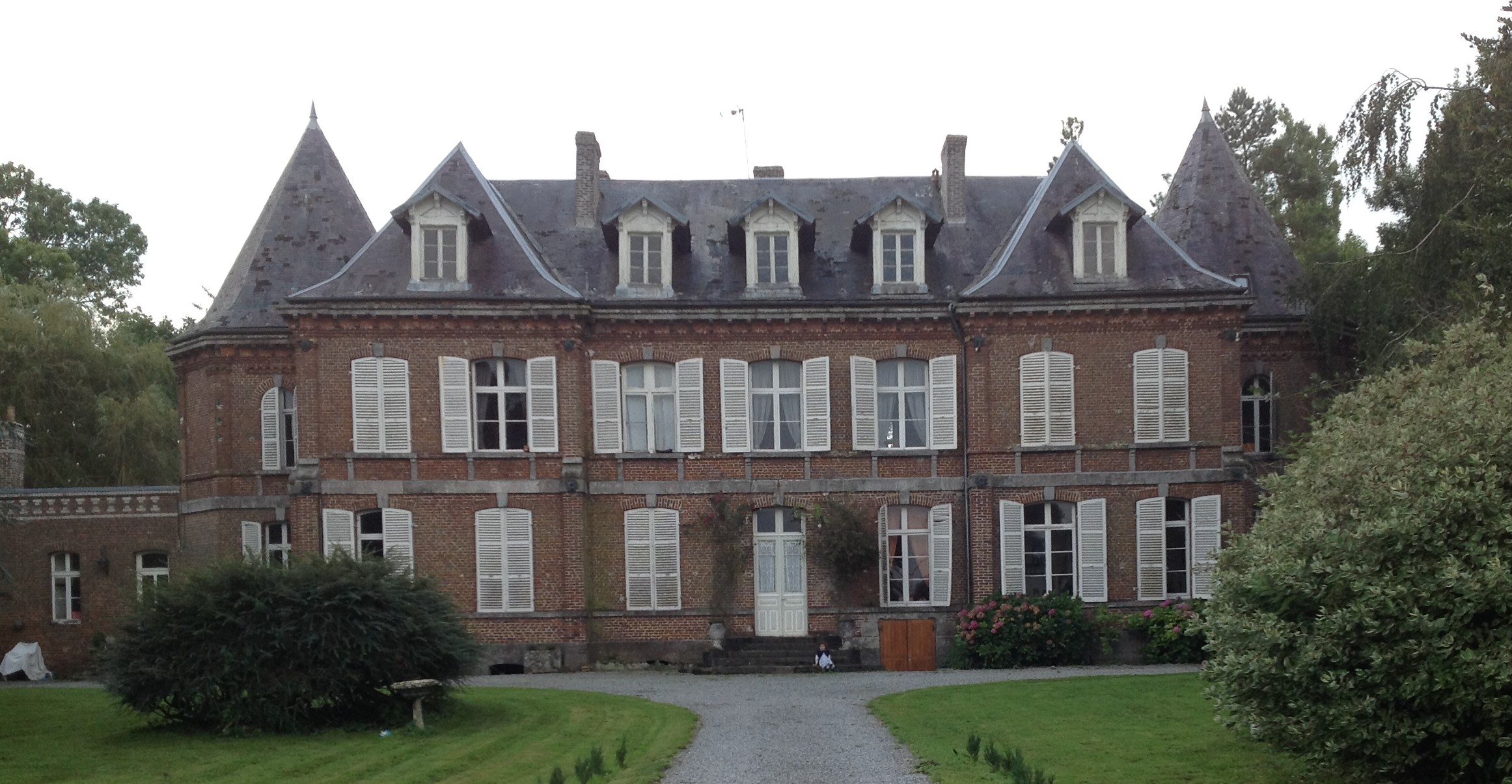
Schloss Arrouaise